# Jeffrey Titford

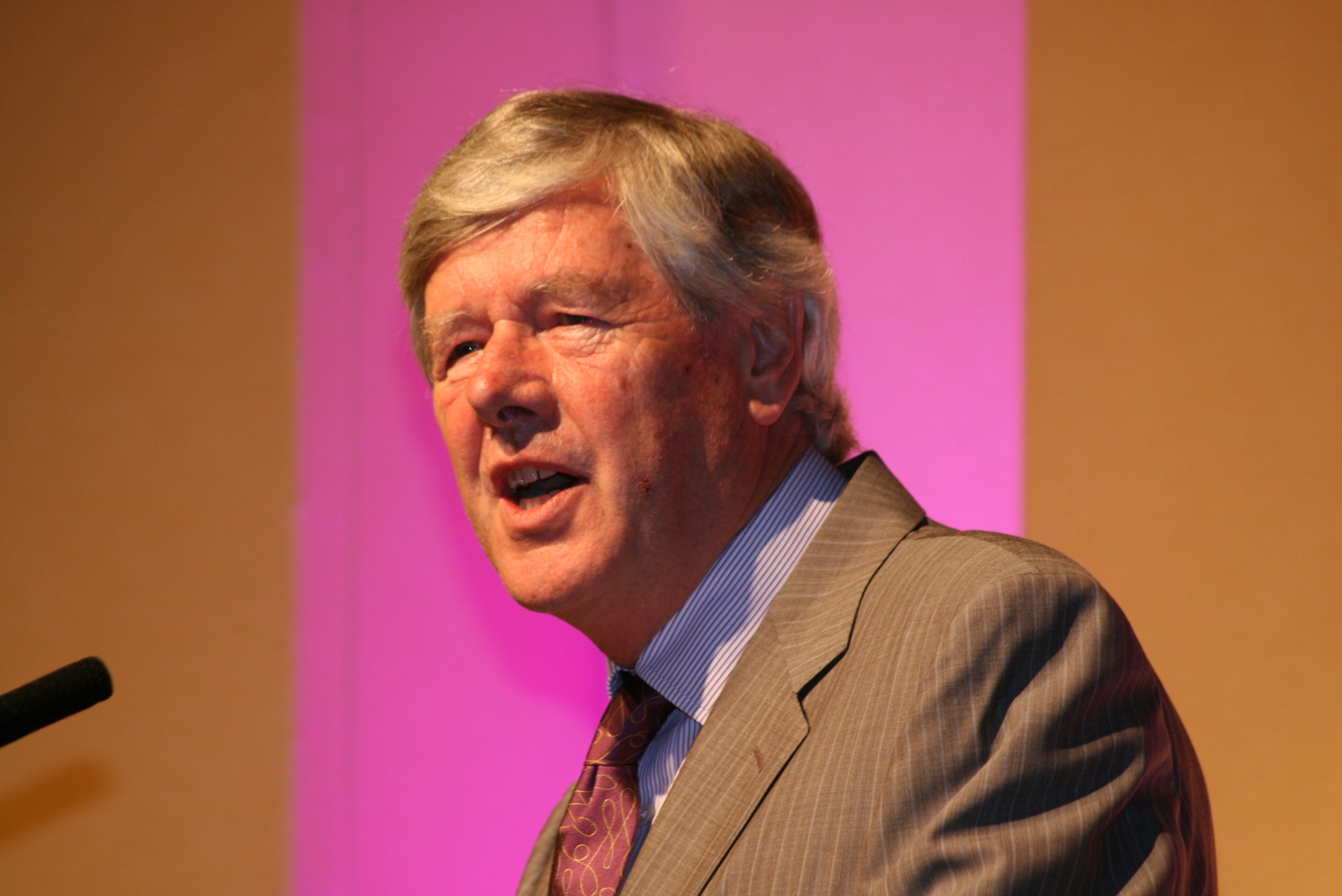
Jeffrey Titford, 2008

Jeffrey Titford (* 24. Oktober 1933 in West Mersea, Essex; † 9. September 2024) war ein britischer Politiker der United Kingdom Independence Party.
Vom 15. Juli 1999 bis 15. Juli 2009 war Titford Abgeordneter im Europäischen Parlament. Darüber hinaus hatte er vom 22. Januar 2000 an bis zum 5. Oktober 2002 den Parteivorsitz inne, den er am 6. September 2010 interimsweise von Malcolm Pearson, Baron Pearson of Rannoch übernahm und am 5. November desselben Jahres an Nigel Farage abgab.